# 大北 (名護市)
大北（おおきた）は沖縄県名護市の地名。郵便番号905-0019。

## 地理
名護市街地の郊外に位置し、宮里・為又・大西・大中・伊差川・名護と隣接する。元々かつての国道58号（復帰前は政府道1号線）だった沖縄県道71号名護宜野座線沿いに集落が集中し半分以上は山林・畑だったが、復帰前後から山林・畑だった県道（旧国道）から離れた部分の整備が進んだ。そして現在の国道58号である名護バイパスが全線開通すると山原方面の交通量は旧国道からそちらへ移るとともに、国道バイパス沿いに高層住宅や店舗が建ち並び、本島北部の商業の中心がこれまでの城区・大中区の商店街からこちらに移るようになった。しかし国道沿いでも未開発地域があり、畑が残っているところもある。最南部に位置する大北一丁目は、一部土地区画されたところもあるが、おおむね古くからの集落である。大北二丁目は最も東に位置しており、唯一県道（旧国道）の外側にある。名護岳の麓にあり、斜面に沿って集落がある。大北三丁目は概ね復帰前後から土地区画整理されたところで、名護団地や大北団地の集合住宅もこちらに集中している。国道沿いは未開発地域もあり手付かずの状態であるが、2012年に名護東道路が開通し、すぐそばに伊差川インターチェンジが設置されたの機に未開発地域でも整備されるのと思われる。大北四丁目の南側は三丁目とともに復帰前に土地区画整理されたところだが、北側では復帰後に土地区画整理されており国道沿いでは畑が残っており未開発地域もある。大北五丁目は復帰後に土地区画されており、名護バイパスが開通した1990年代から店舗や高層住宅が建ちはじめた。北西部の一部は元々為又（びいまた）の一部だった。

## 歴史
かつて沖縄本島北部の中心だった名護町大兼久の北に位置していたことから大南・大東と同様、大兼久の頭文字の「大」と北を取って名付けられた。その後東江、城区、港区とあわせて名護市字名護の一行政区だったが、2000年に行われた住居表示で正式な町名となり、1丁目 - 5丁目がつけられた（当地域をもって名護市字名護・宮里地域の大規模住居表示は完了）。しかし沖縄電力名護変電所付近の国道58号から外側では地形上、土地区画が未整理で住居表示ができなかったため現在でも「名護市字名護」のままである。この場所は変電所付近を除いて名護バイパス開通前は未開発だったが、1990年代初めに名護自然動植物公園が開園したのを開園したのを皮切りに、1996年に近くにホームセンター、2004年に大型スーパーのイオンが相次いで進出し、隣の為又や宮里とならんで今では沖縄本島北部の商業の中心地へと成長した。

## 交通

### 道路
- 国道58号
  - 名護東道路（地域高規格道路、通過のみだが隣接する伊差川に伊差川インターチェンジが設置されている）
- 沖縄県道71号名護宜野座線（1987年まで国道58号だった。本部循環線を経て1993年より現在の路線名）

### 路線バス
高速バスと名護うるま線（22番）、備瀬線（70番）を除く名護バスターミナルを発着するすべての路線バスが当地域内を通っているが、終日通っているのは以下の路線のみ。
- 65番・本部半島（渡久地廻り）線（琉球バス交通・沖縄バス共同運行）
- 66番・本部半島（今帰仁廻り）線（琉球バス交通・沖縄バス共同運行）
- 67番・辺土名線（琉球バス交通・沖縄バス共同運行）
- 72番・屋我地線（琉球バス交通・沖縄バス共同運行）

以下の路線は平日の朝夕のみ、名護高校前・名護商工高校前バス停の道路（高校通り）を通る路線。
- 20番・名護西線（琉球バス交通・沖縄バス共同運行）
- 76番・瀬底線（琉球バス交通・沖縄バス共同運行）　朝の上り始発のみ
- 77番・名護東（辺野古経由）線（沖縄バス）　朝の那覇発下り始発のみ
- 78番・名護東部線（琉球バス交通・沖縄バス共同運行）
- 120番・名護西空港線（琉球バス交通・沖縄バス共同運行）

なお地内には大北、大北二区、名護商工高校前の3つのバス停がある。大北、大北二区はいずれも県道（旧国道）を通っており、国道は通らない。また名護商工高校前は平日の朝夕の高校経由路線のみ停車。

## 施設
大北一丁目
- 沖縄県立農業大学校 - 2024年4月に宜野座村に移転[1]。
- 名護大北郵便局
- 沖縄コカ・コーラボトリング名護営業所

大北二丁目
- 沖縄森永乳業北部営業所

大北三丁目
- 北部ダム統合管理事務所
- 沖縄県企業局名護浄水場
- タウンプラザかねひで大北店
- 名護市消防本部 -　2017年に東江から移転
  - 名護市防災研修センター

大北四丁目
- 北部国道事務所
- 沖縄県立名護商工高等学校 - 2007年に北部工業高校と名護商業高校が統合して開校。統合前は前者の敷地。
- 名護市立大北小学校

大北五丁目
- イエローハット名護店
- 吉野家名護バイパス店
- MEGAドン・キホーテ名護店

1. ↑  “県立農大が移転、開校 宜野座村に 沖縄”.   琉球新報 (2024年4月17日). 2024年4月17日閲覧。